# Pešec
Pešec je oseba, ki potuje peš, hodi ali teče. Različno po državah, sodijo v to skupino tudi taki, ki se premikajo z uporabo skirojev, s kotalkami, rolerji, rolkami in invalidskimi vozički. Praviloma se izraz nanaša na osebo, ki hodi.

## Zgodovina
Hoja je bila vedno glavni način človeškega gibanja. Prvi ljudje so prišli iz Afrike pred približno 60.000 leti. Šli so ob obali Indije in dosegli Avstralijo. Naselili so se po vsej Aziji in preko nje dosegli obe Ameriki, iz Srednje Azije pa Evropo.
V preteklosti so bili največji pohodi predvsem vojaški oziroma osvajalski: pohodi Aleksandra Velikega (od leta 336 do 330 pr. n. št.), križarski pohodi od 9 - 11. st. in drugi.
Med 18. in 19. stoletjem je bilo pešačenje, kot tudi jahanje, popularen in spektakularen šport. Eden najbolj znanih pešcev v tem času je bil kapetan Robert Barclay Allardice iz Stonehavna na Škotskem. Njegov najbolj impresiven dosežek je bil, da je prehodil 1 miljo (1.6 km) na uro, hodil pa je 1000 ur (med 1. junijem in 12. julijem 1809). Ta pohod si je ogledalo okoli 10.000 ljudi. Po tem dogodku je še veliko ljudi poskušalo ponoviti ta podvig, tudi Ada Anderson, ki pa je korak izpopolnil tako, da je hodil pol milje (800 m) vsake četrt ure, skupaj 1.000 ur.
Od 19. stoletja dalje je zanimanje za hojo kot šport, upadlo. Še vedno pa je hitra hoja olimpijski šport. Danes se razni pohodniški podvigi še vedno izvajajo tako po svetu kot v Sloveniji. Primer hoje  Johna O' Groatsa v Veliki Britaniji in prečkanje Severne Amerike od obale do obale. Prvi človek, ki je prehodil pot okoli sveta je bil Dave Kunst, ki je začel svoje popotovanje 20. junija 1970 na vzhodu v kraju Waseca, Minnesota, ZDA in končal pot 5. oktobra 1974, ko je ponovno vstopil v mesto od zahoda. Taki podvigi imajo pogosto tudi dobrodelne namene (zbiranja sredstev).
Nekaj zanimivih pohodov v Sloveniji ali Slovencev po svetu:
- Pohod po poti spominov in tovarištva(včasih Ob žici okupirane Ljubljane) - 36 km.
- Dušan Mravlje, tekač na dolge proge: 4706 km Tranamerica prečenje Severne Amerike, 4358 km Transaustralia prečenje Avstralije, 5036 od Lisbone do Moskve, 2000 km Portorož-Ulcinj-Portorož, 750 km Austria Cross BREGENZ in množico krajših v Sloveniji in tujini.
- Urban Golob: zimsko prečenje slovenskih Alp - 15. februarja 1998 - start v Tolminskih Ravnah, trinajst dni kasneje po 320 km in 16.545 m višinske razlike končal v Mariboru (dobrodelni pohod).
- Stane Klemenc - leta 2007 - prečenje Grenlandije v 27 dneh.

## Zdravje in okolje
Redna hoja je pomembna tako za zdravje ljudi, kot naravno okolje. Pogosta vadba, kot je hoja, zmanjša možnost debelosti in s tem povezanih zdravstvenih težav. Nasprotno, avtomobil na kratkih razdaljah, prispeva tako k debelosti kot prekomernim emisijam vozila v okolje in tudi na podnebne spremembe: motorji z notranjim zgorevanjem so bolj neučinkovit in zelo onesnažujejo okolje v prvih minutah delovanja motorja (hladen zagon). Tudi splošna dostopnost do javnega prevoza spodbuja hojo.

## Pločnik in cesta
Sestavni del ceste, predvsem v naseljih, je pešpot oziroma pločnik namenjen prometu pešcev. 
Pešpoti, ki niso sestavni del ceste, so lahko urbane bližnjice, podeželske poti, ki se uporabljajo predvsem za pohodnike in izletnike ter planinske poti v hribih in gorah. Pešci si lahko delijo pešpoti tudi s konjeniki in kolesarji. Sodobna mesta stremijo k takemu oblikovanju urbanega prostora, da imajo mrežo peš in kolesarskih poti, ki so v celoti ločene od drugega cestnega omrežja. To so tako imenovane peš cone. V zadnjem času se v tujini, v naseljih, urejajo tudi "skupne površine" namenjene vsem udeležencem v prometu (motornim in nemotornim), na katerih ni nobenih fizičnih omejitev.
V skrbi za prometno varnost pešcev, so na križanjih pešpoti s prometnimi cestami urejeni nadhodi ali podhodi ali druge prometno varne ureditve. 
Vse javne ceste razen avtocest in hitrih cest, ki nimajo zgrajenih posebnih površin, pa pešci uporabljajo v skladu s pravili v prometu. Priporočeno je, da naj pešci hodijo po tisti strani ceste, ki je nasprotna vozečim avtomobilom.

## Varnost v prometu
Varnost pešcev v prometu se lahko zagotovi z:
- izgradnjo območij umirjenega prometa
- izgradnjo neprekinjene steze za pešce oziroma pločnika
- ustrezno cestno razsvetljavo in označenimi prehodi za pešce
- uporabo oz. nošenjem odsevnikov

Pri avtomobilih pa s primerno oblikovanim sprednjim delom, ki naj bi ublažil udarec pri trčenju. V avtomobile se že vgrajuje tudi elektronska oprema za vodenje žarometov in video nadzor za zaznavo pešcev v temi.

## Pešačenje
Akcije proti uporabi avtomobilov za krajša potovanja so pogoste v mnogih delih sveta, kjer je motorizacija zelo razvita. Pri gradnji cest v naseljih se mora obvezno zgraditi posebne pešpoti ali pločnike, vse pogosteje tudi kolesarske poti ali steze. Širjenje območij "brez avtomobilov" v večjih mestih je v svetu trend, čemur mora slediti dober javni promet. V Kopenhagnu imajo najdaljšo pešcono za nakupovanje na svetu - Strøget. Razvila se je v zadnjih 40 letih predvsem zaradi dela danskega arhitekta Jana GEHL-a.